# Джей Вудкрофт
Джей Вудкрофт (англ. Jay Woodcroft; нар. 11 серпня 1976) — канадський хокеїст, що грав на позиції центрального нападника. Згодом — хокейний тренер.

## Ігрова кар'єра
Під час не тривалої ігрової кар'єри Джей виступав за університетську команду з Алабами в Гантсвіллі, а також нижчих ліг США.

## Тренерська кар'єра
У липні 2008 року «Сан-Хосе Шаркс» Вудкрофт помічник тренера під керівництвом головного тренера Тодда Маклеллана. 20 квітня 2015 року команда оголосила, що домовилася «розлучитися» з головним тренером Тоддом Маклелланом, помічниками тренера Джимом Джонсоном і Джеєм Вудкрофтом, а також відеокоординатором Бреттом Хеймліхом. 25 червня 2015 року «Едмонтон Ойлерз» призначив Джея Вудкрофта та Джима Джонсона асистентами, які приєднались до новопризначеного головного тренера Тодда Маклеллана в «Едмонтоні». 27 квітня 2018 року Вудкрофт був призначений головним тренером «Бейкерсфілд Кондорс», фарм-клубу «Ойлерз» y Американській хокейній лізі. Під його керівництвом «Кондорс» мали рекорд 105–71–21 протягом регулярного сезону та перемогли у плей-оф Тихоокеанського дивізіону у сезоні 2020/21. «Бейкерсфілд» також виграв титул регулярного чемпіонату Тихоокеанського дивізіону в 2019 році.
10 лютого 2022 року «Ойлерз» оголосили про звільнення Дейва Тіппетта з команди, та призначили Вудкрофта новим тимчасовим головним тренером команди. Після успішного виходу у фінал Західної конференції 21 червня 2022 року «Едмонтон» підписав трирічну угоду з Вудкрофтом. 12 листопада 2023 року «Ойлерз» звільнили Вудкрофта.